# Llista de rellotges de sol de la Conca de Barberà
Llista de rellotges de sol instal·lats de forma permanent en espais públics de la comarca de la Conca de Barberà.

## Barberà de la Conca
| Nom              | Descripció           | Localització                                                                 | Coordenades                                          | Fitxa | Imatge                  |
| ---------------- | -------------------- | ---------------------------------------------------------------------------- | ---------------------------------------------------- | ----- | ----------------------- |
| Carrer Esplugues | Inscripció: Any 1866 | Barberà de la Conca C. Esplugues, des del c. la Societat i del c. del Comerç | 41° 24′ 38″ N, 1° 13′ 35″ E / 41.410586°N,1.226476°E | fitxa | Carregueu una nova foto |

## L'Espluga de Francolí
| Nom                               | Descripció                                                      | Localització                                        | Coordenades                                          | Fitxa | Imatge                  |
| --------------------------------- | --------------------------------------------------------------- | --------------------------------------------------- | ---------------------------------------------------- | ----- | ----------------------- |
| Carrer Lluís Carulla i Canals, 52 | Inscripció: Quan el sol riu d'alegria, jo dic les hores del dia | L'Espluga de Francolí C. Lluís Carulla i Canals, 52 | 41° 23′ 41″ N, 1° 05′ 55″ E / 41.394722°N,1.098611°E | fitxa | Carregueu una nova foto |

## Montblanc
| Nom                              | Descripció                                     | Localització                                    | Coordenades                                          | Fitxa | Imatge                  |
| -------------------------------- | ---------------------------------------------- | ----------------------------------------------- | ---------------------------------------------------- | ----- | ----------------------- |
| El Refugi                        |                                                | Montblanc C. del Solà, 69, Lilla                | 41° 20′ 52″ N, 1° 12′ 42″ E / 41.347838°N,1.211631°E | fitxa | Carregueu una nova foto |
| Cal Macià                        |                                                | Montblanc C. de Baix, 24, la Guàrdia dels Prats | 41° 23′ 51″ N, 1° 10′ 18″ E / 41.397402°N,1.171730°E | fitxa | Carregueu una nova foto |
| Església de Santa Maria la Major | Inscripció: 1727                               | Montblanc Pl. de Santa Maria                    | 41° 22′ 38″ N, 1° 09′ 41″ E / 41.377169°N,1.161354°E | fitxa | Carregueu una nova foto |
| Mas Davalillo                    | Inscripció: Ars fovet fidem. Fides fovet artem | Montblanc Prenafeta                             | 41° 22′ 40″ N, 1° 13′ 39″ E / 41.377906°N,1.227487°E | fitxa | Carregueu una nova foto |

## Rocafort de Queralt
| Nom       | Descripció | Localització                                           | Coordenades | Fitxa | Imatge                  |
| --------- | ---------- | ------------------------------------------------------ | ----------- | ----- | ----------------------- |
| Can Pauló |            | Rocafort de Queralt C. Santa Llúcia, 17, pati interior |             | fitxa | Carregueu una nova foto |

## Santa Coloma de Queralt
| Nom                  | Descripció | Localització                                                    | Coordenades                                          | Fitxa | Imatge                  |
| -------------------- | ---------- | --------------------------------------------------------------- | ---------------------------------------------------- | ----- | ----------------------- |
| Carrer de la Font, 4 |            | Santa Coloma de Queralt C. de la Font, 4. La Pobla de Carivenys | 41° 34′ 12″ N, 1° 26′ 25″ E / 41.570083°N,1.440333°E | fitxa | Carregueu una nova foto |

## Sarral
| Nom                     | Descripció                         | Localització                                | Coordenades                                          | Fitxa | Imatge                                                |
| ----------------------- | ---------------------------------- | ------------------------------------------- | ---------------------------------------------------- | ----- | ----------------------------------------------------- |
| Sindicat de Vinicultors | Roda de molí                       | Sarral Av. de la Conca, 31, interior        | 41° 26′ 48″ N, 1° 14′ 45″ E / 41.446667°N,1.245833°E | fitxa | Carregueu una nova foto                               |
| Carrer del Castell      | Inscripció: Cau del Cogulló / 1979 | Sarral C. del Castell, Montbrió de la Marca | 41° 27′ 51″ N, 1° 17′ 50″ E / 41.464051°N,1.297233°E | fitxa | Carrer del Castell (Sarral) · Carregueu una nova foto |

## Solivella
| Nom         | Descripció                                    | Localització                           | Coordenades | Fitxa | Imatge                                            |
| ----------- | --------------------------------------------- | -------------------------------------- | ----------- | ----- | ------------------------------------------------- |
| Cal Cabaler | Inscripció: Cal Cabaler / Solivella, any 2000 | Solivella C. de la Creu - la Carretera |             | fitxa | Cal Cabaler (Solivella) · Carregueu una nova foto |

## Vallclara
| Nom               | Descripció       | Localització                             | Coordenades                                         | Fitxa | Imatge                  |
| ----------------- | ---------------- | ---------------------------------------- | --------------------------------------------------- | ----- | ----------------------- |
| Carrer Corraló, 4 | Inscripció: 1997 | Vallclara C. Corraló, 4, part de darrere | 41° 22′ 07″ N, 0° 58′ 50″ E / 41.368611°N,.980556°E | fitxa | Carregueu una nova foto |

## Vilanova de Prades
| Nom                   | Descripció           | Localització                         | Coordenades                                          | Fitxa | Imatge                  |
| --------------------- | -------------------- | ------------------------------------ | ---------------------------------------------------- | ----- | ----------------------- |
| Carrer Sant Antoni, 1 | Inscripció: Any 1992 | Vilanova de Prades C. Sant Antoni, 1 | 41° 20′ 53″ N, 0° 57′ 26″ E / 41.347984°N,0.957109°E | fitxa | Carregueu una nova foto |

## Vimbodí i Poblet
| Nom                                              | Descripció                                                 | Localització                                      | Coordenades                                          | Fitxa | Imatge                                                                                           |
| ------------------------------------------------ | ---------------------------------------------------------- | ------------------------------------------------- | ---------------------------------------------------- | ----- | ------------------------------------------------------------------------------------------------ |
| Cal Pastor                                       |                                                            | Vimbodí i Poblet Ctra. Poblet a Prades            | 41° 22′ 45″ N, 1° 04′ 37″ E / 41.379170°N,1.076944°E | fitxa | Carregueu una nova foto                                                                          |
| Carrer Indústria amb carrer Forn del Vidre       |                                                            | Vimbodí i Poblet C. Indústria - c. Forn del Vidre | 41° 24′ 04″ N, 1° 02′ 56″ E / 41.401110°N,1.048889°E | fitxa | Carregueu una nova foto                                                                          |
| La Granja Mitjana                                |                                                            | Vimbodí i Poblet Ctra. Poblet-Prades, km 5        | 41° 22′ 30″ N, 1° 04′ 09″ E / 41.375040°N,1.069191°E | fitxa | La Granja Mitjana (Vimbodí i Poblet) · Carregueu una nova foto                                   |
| Monestir de Santa Maria de Poblet                |                                                            | Vimbodí i Poblet Campanar d'espadanya             | 41° 22′ 50″ N, 1° 05′ 00″ E / 41.3806°N,1.0834°E     | fitxa | Monestir de Santa Maria de Poblet (Vimbodí i Poblet) · Vegeu més fotos · Carregueu una nova foto |
| Ermita de la Mare de Déu dels Torrents (oest)    | Inscripció: Foren fet en 31 de maig de 1715 / Ave Maria    | Vimbodí i Poblet Vimbodí                          | 41° 23′ 41″ N, 1° 03′ 41″ E / 41.3946°N,1.0615°E     | fitxa | Carregueu una nova foto                                                                          |
| Ermita de la Mare de Déu dels Torrents (sud-est) |                                                            | Vimbodí i Poblet Vimbodí                          | 41° 23′ 41″ N, 1° 03′ 41″ E / 41.3946°N,1.0615°E     | fitxa | Carregueu una nova foto                                                                          |
| Església de Sant Salvador                        | Inscripció: ... vigilate quia nescitis diem neque horam... | Vimbodí i Poblet Pl. de l'Església, Vimbodí       | 41° 24′ 04″ N, 1° 03′ 08″ E / 41.4010°N,1.0523°E     | fitxa | Carregueu una nova foto                                                                          |